# Сафар, Адель
Адель Сафар (араб. عادل سفر‎; род. 1953) — сирийский политический и государственный деятель, премьер-министр Сирии с 14 апреля 2011 по 6 июня 2012 года.
В 1977 году окончил Университет Дамаска по специальности «агроном», в 1983 году — Высшую школу сельского хозяйства во Франции. В 1987 году там же защитил диссертацию по биотехнологии. В 1997—2000 годах возглавлял сельскохозяйственный факультет Университета Дамаска. В 2003 году был назначен министром сельского хозяйства и аграрной реформы Сирии. Во время его нахождения в должности в Сирии обострилась нехватка воды, что привело к сокращению посевов и росту импорта продовольствия. 3 апреля 2011 года по инициативе Башара Асада был назначен новым премьер-министром на фоне волнений в стране. 14 апреля был утверждён в должности премьер-министра. Возглавляет также Арабский центр по изучению пустынных и засушливых территорий.